# Isla de Palawan
La isla de Palawan (en inglés: Palawan Island; en filipino: pulo ng Palawan), también denominada en castellano como La Paragua, es la isla más grande de la provincia de Palawan, Filipinas, posee unos 12 189 km² y unos 430 000 habitantes. Se mantiene poco desarrollada y silvestre, con abundante vida salvaje, junglas y montañas. Las costas son de arena blanca, lo que se convierte en gran atracción turística.
La capital de la provincia se llama Puerto Princesa. Como atracciones turísticas a destacar, se encuentra el río subterráneo de unos 8 kilómetros que se puede visitar y recorrer en barca, la zona del norte llamada El Nido, con variados parajes y zonas de buceo y una frondosa jungla, espacio declarado de interés mundial por la Unesco.
La planta carnívora Nepenthes attenboroughii es endémica del Monte Victoria, una montaña de roca ultrabásica en el centro de la isla.

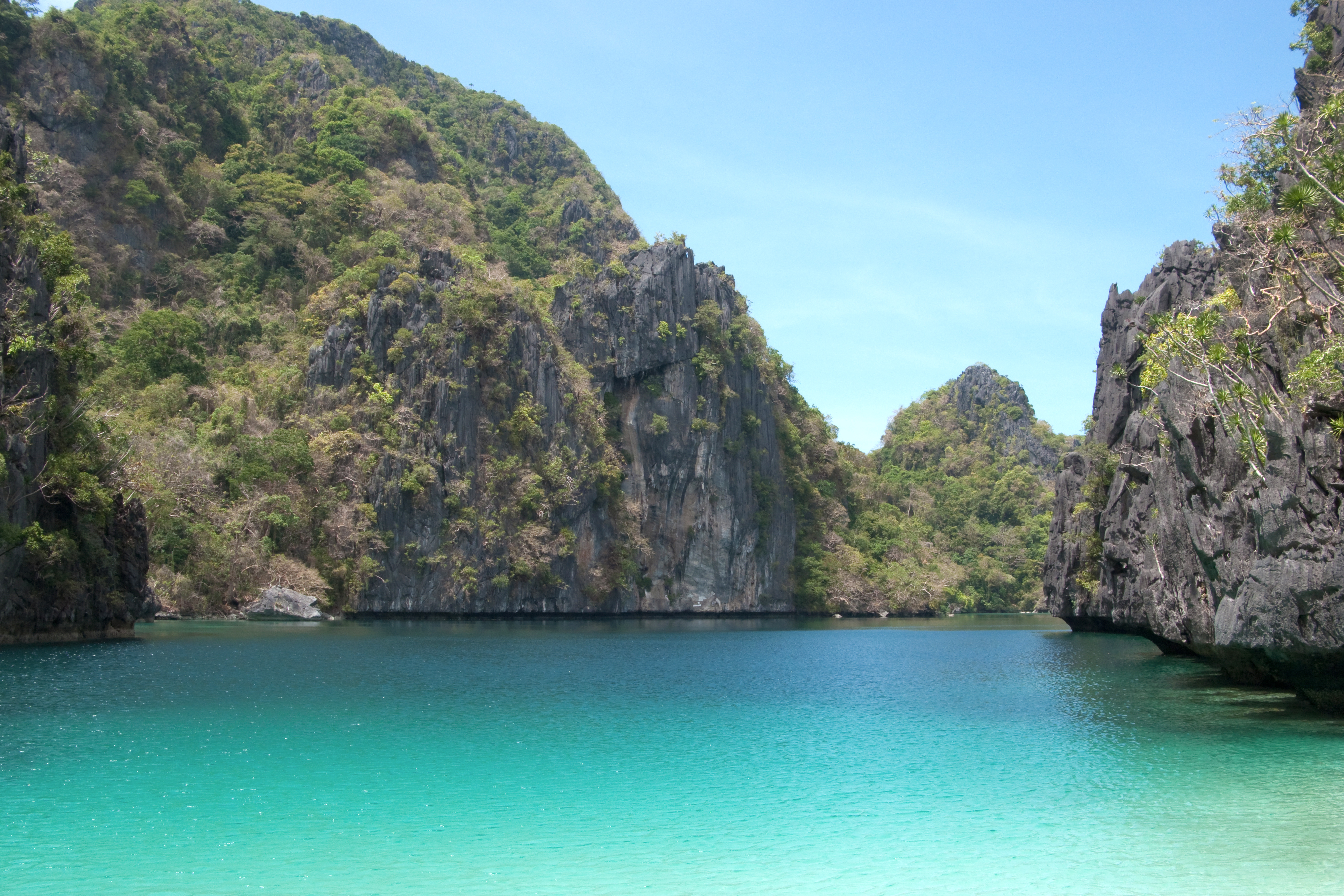
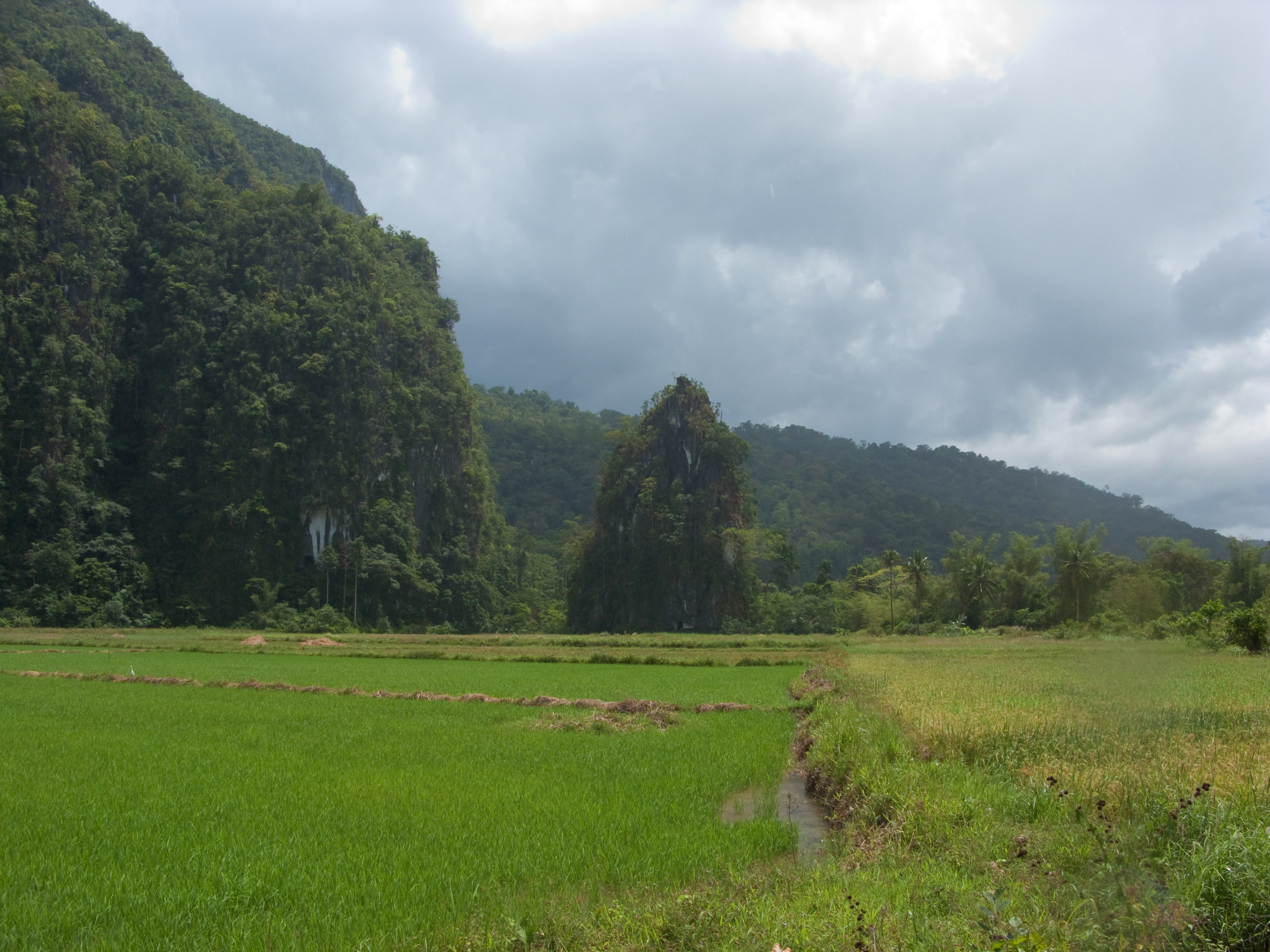
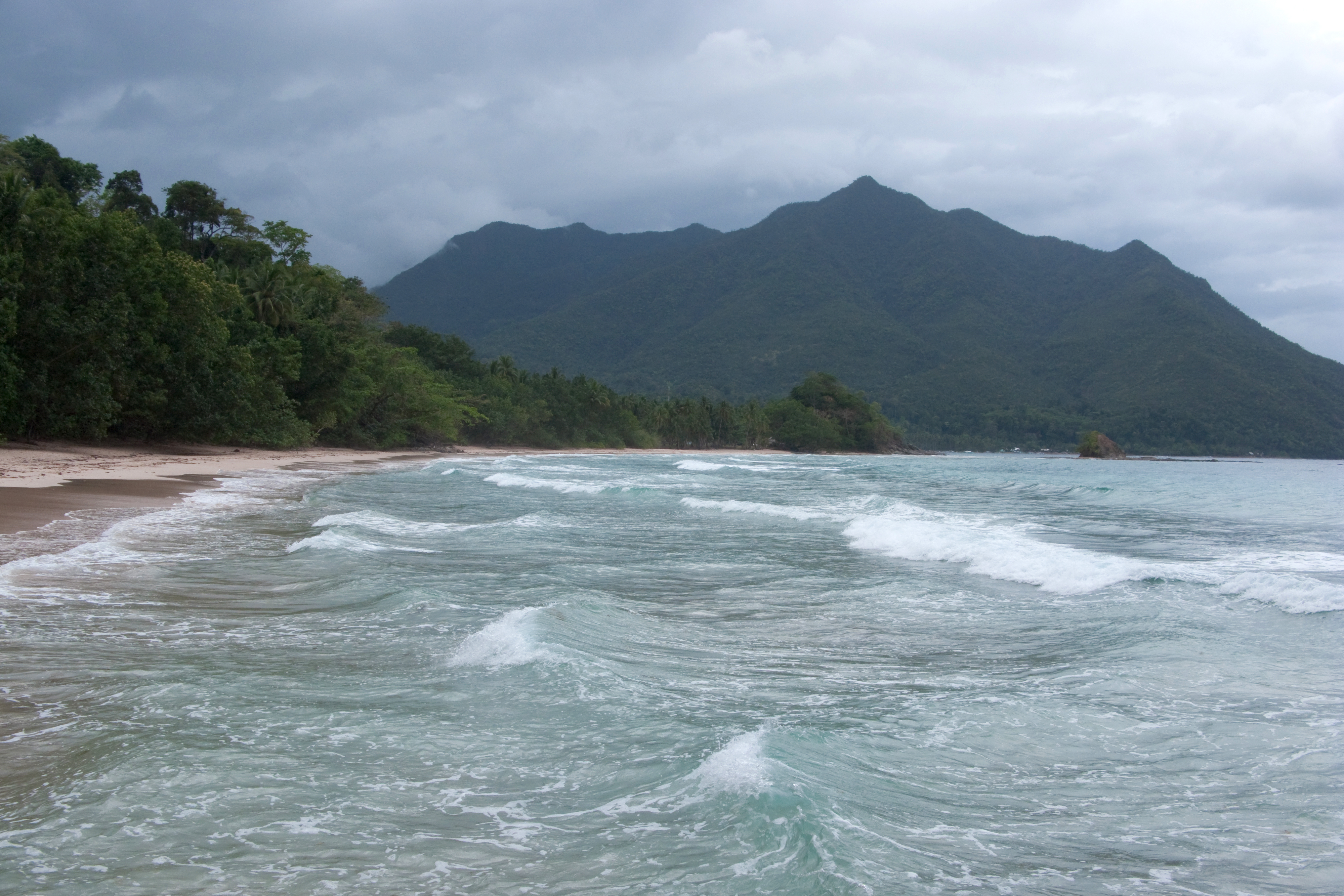
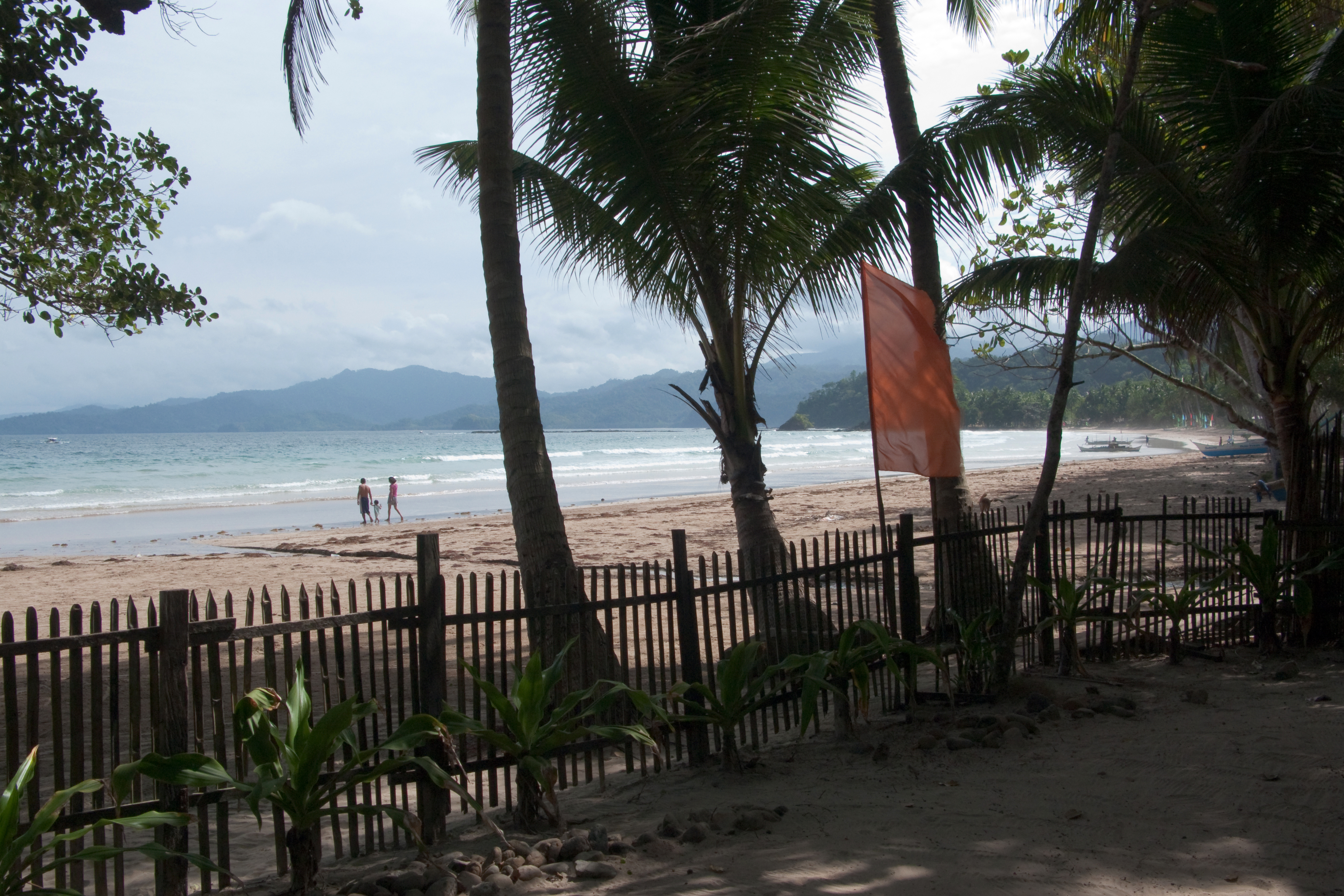